# تنسيق التاريخ

تنسيقات التاريخ المستخدمة حول العالم :
يوم/شهر/سنة
سنة/شهر/يوم
شهر/يوم/سنة
سنة شهر يوم وكذلك يوم شهر سنة
يوم شهر سنة وكذلك شهر يوم سنة
سنة شهر يوم وكذلك شهر يوم سنة
سنة شهر يوم, يوم شهر سنة كذلك شهر يوم سنة

تنسيق التاريخ هو الشكل الذي يتم به تمثيل التاريخ كتابيًا. تنسيق التاريخ يحدد
- بأي ترتيب يتم ذكر مكونات التقويم ( السنة ، الشهر ، اليوم )

## الخلفية
توجد حول العالم أنماط متنوعة جدًا لكتابة التاريخ، وغالبًا ما تكون غير متوافقة فيما بينها. ويؤدي هذا إلى أن التعبير نفسه قد يُفهم كتاريخ مختلف بحسب طريقة العرض المعتمدة في كل نظام.